# 언동초등학교
언동초등학교는 대한민국 경기도 용인시 기흥구에 있는 공립 초등학교이다.

## 학교 연혁
- 2002. 01. 14. 설립 인가
- 2002. 06. 10. 22학급 개교
- 2014. 03. 01. 제4대 엄평숙교장 취임
- 2015. 02. 16. 제13회 졸업
- 2015. 03. 01. 33학급 편성(도움반포함)

## 학교 동문
첼리스트 이상은
바이올리니스트 양인모

## 참고 자료
- 언동초등학교 - 한국교육학술정보원 학교알리미